# Associação Distrital de Atletismo de Coimbra
A Associação Distrital de Atletismo de Coimbra (ADAC) é uma organização regional de Atletismo, sócio efectivo da Federação Portuguesa de Atletismo e membro do Agrupamento das Beiras. É da sua competência a regulação e promoção do atletismo no Distrito de Coimbra.